# Galaure
Die Galaure ist ein Fluss in Frankreich, der in der Region Auvergne-Rhône-Alpes verläuft. Sie entspringt im Gemeindegebiet von Roybon, entwässert generell in südwestlicher Richtung und mündet nach rund 56 Kilometern im Gemeindegebiet von Saint-Vallier als linker Nebenfluss in die Rhône. Auf ihrem Weg durchquert die Galaure die Départements Isère und Drôme.

## Orte am Fluss
- Roybon
- Le Grand-Serre
- Hauterives
- Châteauneuf-de-Galaure
- Saint-Barthélemy-de-Vals
- Saint-Uze
- Saint-Vallier